# ゾンネ (調査船)
| ゾンネ、オークランドにて |                                                       |                                                       |
| 船歴                     |                                                       |                                                       |
| 起工                     |                                                       |                                                       |
| 進水                     | 1968年 トロール船として進水                           | 1968年 トロール船として進水                           |
| 改装                     | 1978年 調査船に改装                                   | 1978年 調査船に改装                                   |
| 性能諸元                 |                                                       |                                                       |
| 排水量                   | 4,952t                                                | 4,952t                                                |
| 全長                     | 97.61m                                                | 97.61m                                                |
| 全幅                     | 14.2m                                                 | 14.2m                                                 |
| 吃水                     | 6.8m                                                  | 6.8m                                                  |
| 機関                     | ディーゼル・エレクトリック 1軸推進 エンジン1,600 kW×3 | ディーゼル・エレクトリック 1軸推進 エンジン1,600 kW×3 |
| 速力                     | 12ノット                                              | 12ノット                                              |
| 行動日数                 | 50日                                                  | 50日                                                  |
| 定員                     | 乗員25名 + 研究者25名                                 | 乗員25名 + 研究者25名                                 |

ゾンネ (R/V SONNE) は、ドイツの海洋調査船である。船名はドイツ語で「太陽」を意味する。2014年に新たに建造された同名の後継船に任務を譲り、現在はアルゼンチン海軍に所属する調査船として使用されている。

## 概要
1969年にトロール船としてブレーマーハーフェンのRickmers造船所で建造され、北海で漁撈に従事。その後はRF 
Forschungsschiffahrt GmbHによって買い取られ、1978年にSchichau Unterweser造船所で海洋調査船に改装された。1991年には船体を11m延長し、機関を換装する大幅な改装を行っている。
ドイツ連邦教育・研究省 (BMBF) が年間250日をチャーターして、主として太平洋とインド洋における生物学・海底地質学の調査に使用。2014年に新型の2代目ゾンネに交代するまでの36年間にわたり、ドイツの主要な海洋調査船として活動した。
固有の音響探査装備として、海底地形をマッピングするマルチビームソナーシステムを搭載。船内には21の研究室（合計425m2）を備え、甲板上にはコンテナラボを増設可能。
調査航海の内容に応じ、ヘルムホルツ海洋研究センターの遠隔操作無人探査機「KIEL 6000」（深度6000mの深海探査・サンプリング可能）や、ブレーメン大学海洋環境科学センター (MARUM) の自律型無人潜水機「SEAL」（海底地形を詳細に走査するマルチビームエコーサウンダを搭載し、リチウムイオン電池によって連続19時間稼働）などを運用した。

## 船歴
ゾンネは1977年から2014年までの間に300回以上の科学調査航海を行い、海洋学・生物学から資源探査まで幅広い分野にわたる研究のプラットフォームとなった。
2012年3月から約1か月をかけ、ブレーメン大学・海洋研究開発機構など日独共同チームによって、東日本大震災の震源である三陸沖海底の調査が行われた。この調査はドイツ連邦教育・研究省およびドイツ研究振興協会 (DFG) の資金提供を受け、無人潜水機を投入した音響探査・地質サンプル取得・海底地震計設置などが実施された。
2013年4月からは台湾大学などと協力し、台湾南西海域にてメタンハイドレート探査を行った。調査航海の終了後に一部の設備を台湾の調査船「海研5号」に提供している。
2014年には新たな海洋調査船である2代目ゾンネが竣工し、初代ゾンネは同年8月にインド洋で行った海底地質調査を最後の航海として、ドイツの海洋調査船としての役割を終えた。その後、2015年にアルゼンチンの国立科学技術研究評議会 (CONICET) によって購入された初代ゾンネは船名をオーストラル (ARA Austral) と改め、アルゼンチン海軍の水路調査部門に所属する調査船として新しい任務に就くこととなった。